# Бардин, Кирилл Васильевич
Кири́лл Васи́льевич Ба́рдин (1 декабря 1929, Москва — 1995, Москва) — советский и российский психолог, специалист в области психофизики, общей и педагогической психологии, доктор психологических наук (1976), профессор, Мастер спорта СССР по туризму (1957).

## Биография
Окончил отделение психологии философского факультета МГУ (1954).
Начал свою научную деятельность в Институте психологии АПН СССР под руководством П. А. Шеварева. С 1972 года работал в Институте психологии АН СССР, в последние годы являлся главным научным сотрудником.
Его имя прочно связано с возрождением в российской психологии первой экспериментальной дисциплины — психофизики — и её развитием на современном научном уровне, разработана и экспериментально обоснована зонная теория пороговой области (одновременно с М. Б. Михалевской), открыл феномен повышения чувствительности в результате извлечения наблюдателем из сенсорной информации о простом сигнале признаков других модальностей. На этой основе им была разработана концепция переорганизации сенсорного пространства. Им же написана первая на русском языке монография по проблемам и методам психофизики (1976). Работы К. В. Бардина положили начало развитию «субъективной», то есть собственной психологической психофизики. Это изучение индивидуально-психологической структуры деятельности человека как важнейшей детерминанты результата сенсорных измерений. Значительным научным достижением учёного является разработка понятия о предмете усвоения в учебной деятельности школьника; создание и экспериментальное обоснование зонной теории пороговой деятельности (одновременно с Б. Ф. Ломовым).
Автор 128 научных и 54 научно-популярных работ, среди которых 15 книг, а также 24 статьи на иностранных языках. Его научно-популярные книги «Как научить детей учиться?», «Если ваш ребёнок не хочет учиться», «Азбука туриста» получили широкую известность.
Как спортсмен представлял общество «Буревестник» (Москва).

## Основные работы
- Бардин К. В. Проблема порогов чувствительности и психофизические методы. — М.: Наука, 1976.
- Бардин К. В., Индлин Ю. А. Начала субъективной психофизики. — М.: ИП РАН, 1993.